# Human (Rag'n'Bone Man)
"Human" is een nummer van de Britse singer-songwriter Rag'n'Bone Man. Het nummer is geschreven door hemzelf en Jamie Hartman. Het werd als muziekdownload op 21 juli 2016 door Sony Music Entertainment. "Human" behaalde de nummer-1 positie in België, Duitsland, Oostenrijk, Wallonië en Zwitserland.

## Hitnoteringen

### Nederlandse Top 40
| Hitnotering: 24-10-2016 t/m 18-02-2017 | Hitnotering: 24-10-2016 t/m 18-02-2017 | Hitnotering: 24-10-2016 t/m 18-02-2017 | Hitnotering: 24-10-2016 t/m 18-02-2017 | Hitnotering: 24-10-2016 t/m 18-02-2017 | Hitnotering: 24-10-2016 t/m 18-02-2017 | Hitnotering: 24-10-2016 t/m 18-02-2017 | Hitnotering: 24-10-2016 t/m 18-02-2017 | Hitnotering: 24-10-2016 t/m 18-02-2017 | Hitnotering: 24-10-2016 t/m 18-02-2017 | Hitnotering: 24-10-2016 t/m 18-02-2017 | Hitnotering: 24-10-2016 t/m 18-02-2017 | Hitnotering: 24-10-2016 t/m 18-02-2017 | Hitnotering: 24-10-2016 t/m 18-02-2017 | Hitnotering: 24-10-2016 t/m 18-02-2017 | Hitnotering: 24-10-2016 t/m 18-02-2017 | Hitnotering: 24-10-2016 t/m 18-02-2017 | Hitnotering: 24-10-2016 t/m 18-02-2017 | Hitnotering: 24-10-2016 t/m 18-02-2017 | Hitnotering: 24-10-2016 t/m 18-02-2017 | Hitnotering: 24-10-2016 t/m 18-02-2017 | Hitnotering: 24-10-2016 t/m 18-02-2017 | Hitnotering: 24-10-2016 t/m 18-02-2017 | Hitnotering: 24-10-2016 t/m 18-02-2017 |
| Week:                                  | 1                                      | 2                                      | 3                                      | 4                                      | 5                                      | 6                                      | 7                                      | 8                                      | 9                                      | 10                                     | 11                                     | 12                                     | 13                                     | 14                                     | 15                                     | 16                                     | 17                                     | 18                                     | 19                                     | 20                                     | 21                                     | 22                                     |                                        |
| -------------------------------------- | -------------------------------------- | -------------------------------------- | -------------------------------------- | -------------------------------------- | -------------------------------------- | -------------------------------------- | -------------------------------------- | -------------------------------------- | -------------------------------------- | -------------------------------------- | -------------------------------------- | -------------------------------------- | -------------------------------------- | -------------------------------------- | -------------------------------------- | -------------------------------------- | -------------------------------------- | -------------------------------------- | -------------------------------------- | -------------------------------------- | -------------------------------------- | -------------------------------------- | -------------------------------------- |
| Positie:                               | 26                                     | 15                                     | 12                                     | 15                                     | 16                                     | 17                                     | 13                                     | 12                                     | 9                                      | 10                                     | 10                                     | 9                                      | 9                                      | 10                                     | 11                                     | 12                                     | 14                                     | 15                                     | 20                                     | 22                                     | 28                                     | 37                                     | uit                                    |

### NederlandseSingle Top 100
| Positie: | 87 | 56 | 40 | 31 | 24 | 26 | 25 | 25 | 23 | 21 | 19  | 14 | 16  | 19 |
| Week:    | 15 | 16 | 17 | 18 | 19 | 20 | 21 | 22 | 23 | 24 |     | 25 |     |    |
| Positie: | 21 | 25 | 26 | 42 | 56 | 50 | 62 | 71 | 94 | 99 | uit | 87 | uit |    |

### NederlandseMega Top 50
| Hitnotering: 10-09-2016 t/m 18-02-2017 | Hitnotering: 10-09-2016 t/m 18-02-2017 | Hitnotering: 10-09-2016 t/m 18-02-2017 | Hitnotering: 10-09-2016 t/m 18-02-2017 | Hitnotering: 10-09-2016 t/m 18-02-2017 | Hitnotering: 10-09-2016 t/m 18-02-2017 | Hitnotering: 10-09-2016 t/m 18-02-2017 | Hitnotering: 10-09-2016 t/m 18-02-2017 | Hitnotering: 10-09-2016 t/m 18-02-2017 | Hitnotering: 10-09-2016 t/m 18-02-2017 | Hitnotering: 10-09-2016 t/m 18-02-2017 | Hitnotering: 10-09-2016 t/m 18-02-2017 | Hitnotering: 10-09-2016 t/m 18-02-2017 | Hitnotering: 10-09-2016 t/m 18-02-2017 |
| Week:                                  | 1                                      | 2                                      | 3                                      | 4                                      | 5                                      | 6                                      | 7                                      | 8                                      | 9                                      | 10                                     | 11                                     | 12                                     | 13                                     |
| -------------------------------------- | -------------------------------------- | -------------------------------------- | -------------------------------------- | -------------------------------------- | -------------------------------------- | -------------------------------------- | -------------------------------------- | -------------------------------------- | -------------------------------------- | -------------------------------------- | -------------------------------------- | -------------------------------------- | -------------------------------------- |
| Positie:                               | 24                                     | 12                                     | 6                                      | 6                                      | 8                                      | 6                                      | 5                                      | 6                                      | 7                                      | 4                                      | 10                                     | 10                                     | 4                                      |
| Week:                                  | 14                                     | 15                                     | 16                                     | 17                                     | 18                                     | 19                                     | 20                                     | 21                                     | 22                                     | 23                                     | 24                                     |                                        |                                        |
| Positie:                               | 4                                      | 5                                      | 7                                      | 6                                      | 5                                      | 10                                     | 16                                     | 24                                     | 30                                     | 49                                     | 49                                     | uit                                    |                                        |

### NPO Radio 2 Top 2000
| Nummer met noteringen in de NPO Radio 2 Top 2000 | '16 | '17 | '18 | '19 | '20 | '21 | '22 | '23 | '24 |
| ------------------------------------------------ | --- | --- | --- | --- | --- | --- | --- | --- | --- |
| Human                                            | 583 | 204 | 343 | 451 | 504 | 418 | 490 | 641 | 772 |

1. ↑  Een vetgedrukt getal geeft de hoogste notering aan.
2. ↑  2016 was het eerste jaar met een notering voor dit nummer.

## Releasedata
| Land       | Releasedatum   | Formaat        | Label |
| ---------- | -------------- | -------------- | ----- |
| Wereldwijd | 21 juli 2016   | Muziekdownload | Sony  |
| Italië     | 7 oktober 2016 | Radio          | Sony  |
|            |                |                |       |

Tijdens The Passion 2021 in Roermond zong Rob Dekay een Nederlandse versie van dit nummer, genaamd: Ik ben maar een mens. Het nummer werd een enorme hit op Spotify en haalde meer dan 2,3 miljoen streams.